# Mucja Tercja
Mucia Tertia była rzymską matroną żyjącą w I wieku p.n.e.

## Życiorys
Jako córka Kwintusa Mucjusza Scewoli wywodziła się z rodziny odgrywającej ważną rolę, a przedstawiciele tego rodu osiągali wówczas najwyższe urzędy. Jej ojciec sprawował urząd konsula w 95 p.n.e., a potem był przywódcą senatu oraz Pontifex Maximus. Był też wybitnym znawcą prawa cywilnego, autorem „Iuris civilis libri XVIII”. Zginął w 86 p.n.e. w czasie zamieszek zabity przez stronników Gajusza Mariusza Młodszego, syna Gajusza Mariusza. Jej matką była Serwilia. Źródła antyczne wspominają o skandalu, który zakończył się rozwodem z Mucjuszem i małżeństwem z Kwintusem Cecyliuszem Metellusem. Z tego drugiego małżeństwa matki Mucja miała dwóch młodszych braci: Kwintusa Cecyliusza Metellusa Celera, męża Klodii i Kwintusa Cecyliusza Metellusa Neposa.
Pierwszym mężem Mucji był Gajusz Mariusz Młodszy, konsul w 82 p.n.e., którego poślubiła w bardzo młodym wieku. Mariusz zginął w wyniku przegranej z Sullą wojny domowej i Mucja została młodą, bezdzietną wdową. Wprowadzone wówczas prawa proskrypcyjne zabraniały jej powtórnego małżeństwa.
Sulla zmienił jednak swoją decyzję, między innymi ze względu na sytuację Mucji. W 79 p.n.e. zaaranżował jej małżeństwo z Gnejuszem Pompejuszem Wielkim. Miało to umocnić lojalność Pompejusza, niedawno owdowiałego po śmierci Emilli Skaury w połogu, też żony z politycznego nadania Sulli.
Mucja urodziła Pompejuszowi troje dzieci Gnejusza, Sekstusa i Pompeję.
Między 76 a 61 p.n.e. Pompejusz przebywał większość czasu poza Rzymem, prowadząc kampanie przeciwko Sertoriuszowi w Hiszpanii, przeciwko piratom na Morzu Śródziemnym, przeciwko Mitrydatesowi w Azji. Po ostatecznym powrocie do Rzymu w 62 p.n.e. przeprowadził rozwód z Mucją. Zgodnie z przekazem Cycerona podłożem była jej niewierność w czasie jego nieobecności. Miała m.in. być kochanką Cezara.
Poślubiła później Marka Emiliusza Skaura, pretora w 56 p.n.e. z którym miała syna, też Marka Emiliusza Skaura. Mąż jej został oskarżony o przekupstwa wyborcze w wyborach konsulów na 53 p.n.e. i skazany na wygnanie. Mucja nie towarzyszyła mu na wygnaniu z Italii. Gdy członkowie II Triumwiratu: Oktawian, Marek Antoniusz i Marek Lepidus podzielili się władzą nad Rzymem, niezależność zdołał zachować jej syn Sekstus Pompejusz. Sprawował pełnię władzy nad Sycylią i na morzu wokół niej, kontrolując tym samym dostawy zboża do Italii. Obawa przed głodem wywoływała żądania zawarcia porozumienia między triumwirami a Sekstusem. Mucja brała udział w mediacjach mających doprowadzić do porozumienia jej syna, Seksusa, z przeciwnikami. W 39 p.n.e. doszło ostatecznie do zawarcia traktatu w Misenum godzącego Sekstusa Pompejusza z Oktawianem i Antoniuszem. Wkrótce jednak zawarte porozumienie rozpadło się, Sekstus został pokonany przez Marka Agrypę, zbiegł na Wschód, został tam jednak schwytany i stracony w 36 p.n.e. Syn Mucji, Marek Emiliusz Skaurus, po bitwie pod Akcjum wpadł w ręce Oktawiana i został skazany na śmierć. Uniknął wyroku dzięki wstawiennictwu swojej matki, Mucji.
| Publiusz Mucjusz Scewola |
| konsul 175 p.n.e.        |

| Publiusz Mucjusz Scewola |
| konsul w 133 p.n.e.      |

| Kwintus Mucjusz Scewola „Augur”                    |
| konsul w 117 p.n.e.; znawca prawa cywilnego; stoik |

| Kwintus Mucjusz Scewola „Pontifex”            |
| konsul w 95 p.n.e.; pontifex maximus; prawnik |
| \| 1. Serwilia \|                             |
| 1. Serwilia                                   |

| 1. Serwilia |

| Mucja                              |
| \| 1. Lucjusz Licyniusz Krassus \| |
| 1. Lucjusz Licyniusz Krassus       |

| 1. Lucjusz Licyniusz Krassus |

| Kwintus Mucjusz Scewola      |
| trybun plebejski w 54 p.n.e. |

| Mucja Tercja                                                                                  |
| \| 1. Gaius Marius Minor \| \| 2. Gnejusz Pompejusz Wielki \| \| 3. Marek Emiliusz Skaurus \| |
| 1. Gaius Marius Minor                                                                         |
| 2. Gnejusz Pompejusz Wielki                                                                   |
| 3. Marek Emiliusz Skaurus                                                                     |

| 1. Gaius Marius Minor       |
| 2. Gnejusz Pompejusz Wielki |
| 3. Marek Emiliusz Skaurus   |

| Gnejusz Pompejusz Młodszy |
| \| 1. Claudia \|          |
| 1. Claudia                |

| 1. Claudia |

| Sekstus Pompejusz       |
| \| 1. Skrybonia (II) \| |
| 1. Skrybonia (II)       |

| 1. Skrybonia (II) |

| Pompeja                                                                   |
| \| 1. Faustus Korneliusz Sulla \| \| 2. Lucjusz Korneliusz Cynna pr.44 \| |
| 1. Faustus Korneliusz Sulla                                               |
| 2. Lucjusz Korneliusz Cynna pr.44                                         |

| 1. Faustus Korneliusz Sulla       |
| 2. Lucjusz Korneliusz Cynna pr.44 |

| Marek Emiliusz Skaurus |